# Goričkói nyelvjárás
A goričkói nyelvjárás szlovénül goričko podnarečje a vend nyelv egyik dialektusa, a muravidéki nyelvjáráscsoport részeként, amely a szlovén nyelv keleti nyelvjárásai közé tartozik. A Muravidék (Prekmurje) északi részén húzódó Vendvidéki-dombság (szlovénul Goričko) területén beszélik. Északon a magyar határ egyben a nyelvjárás határa, délen Vashidegkút (Cankova), Bodóhegy (Bodonci), Bagonya (Bogojina) és Dobronak (Dobrovnik) vonaláig terjed.
A goričkói nyelvjárásnak is vannak aldialektusai:
- bömhéc nyelvjárás: ez ma Péterhegy (Gornji Petrovci) vidékén van. A bömhéc név egykoron az apátistvánfalvi és dolányi (Dolenci) szlovénekre vonatkozott. Jellemzője a „dzs” hangok ejtése, ami valószínűleg a vend némelyik dialektusában használt „gy” módosulása. Míg a „tojás” megfelelője például jajce vagy djajce egyes helyeken, addig a bömhéc „džajce” alakot ejt.
- vidorlaki dialektus: Vidorlak (Vidonci) vidékén beszélik. A vidorlaki dialektus beszélői az o betűk helyet gyakran a-t ejtenek, ez részben megtalálható a vendvidéki nyelvjárás néhány aldialektusában is, mint a kétvölgyiben. Például az apa itt „ačá”, míg másutt „oča”.
- türkei nyelvjárás: Türkén (Trdkova) és környékén. Szókincs tekintetében vannak sajátosságai. Ejtését tekintve hasonlít a felsőszölnöki dialektushoz.
- kuzmai nyelvjárás: fő területe Kuzma és környéke. Szintén szókincs tekintetében vannak sajátosságai.
- őrihodosi nyelvjárás: Őrihodos (Hodoš) környékén.
- csalogányi nyelvjárás: Alsó- és Felsőcsalogány (Dolnji in Gornji Slaveči) vidékein beszélik, ezen alapul a muravidéki irodalmi nyelv, mert a bibliafordító Küzmics Miklós (1737-1804) innen származott.

Goričko keleti felén nem jellemző jelentősebb megosztottság. A goričkói nyelvjárás a ma is Magyarországhoz tartozó Vendvidék nyelvjárásával mutatja a legközelebbi rokonságot. Az első világháború előtt jóval nagyobb összefüggést mutatott a kettő, amikor a két terület egységes volt. A trianoni határ meghúzása kihatással lett a két nyelvjárás alakulására is.

## Külső hivatkozás
- Goričko podnarečje